# Llista d'asteroides/79101–79200
| Nom               | Designació provisional | Data de descobriment | Lloc de descobriment   | Descobridor/s              |
| ----------------- | ---------------------- | -------------------- | ---------------------- | -------------------------- |
| 79101 -           | 1981 EJ31              | 2 de març, 1981      | Siding Spring          | S. J. Bus                  |
| 79102 -           | 1981 EP31              | 2 de març, 1981      | Siding Spring          | S. J. Bus                  |
| 79103 -           | 1981 EO32              | 7 de març, 1981      | Siding Spring          | S. J. Bus                  |
| 79104 -           | 1981 EK33              | 1 de març, 1981      | Siding Spring          | S. J. Bus                  |
| 79105 -           | 1981 EY33              | 1 de març, 1981      | Siding Spring          | S. J. Bus                  |
| 79106 -           | 1981 EW34              | 2 de març, 1981      | Siding Spring          | S. J. Bus                  |
| 79107 -           | 1981 EX37              | 1 de març, 1981      | Siding Spring          | S. J. Bus                  |
| 79108 -           | 1981 EB38              | 1 de març, 1981      | Siding Spring          | S. J. Bus                  |
| 79109 -           | 1981 EN39              | 2 de març, 1981      | Siding Spring          | S. J. Bus                  |
| 79110 -           | 1981 EH40              | 2 de març, 1981      | Siding Spring          | S. J. Bus                  |
| 79111 -           | 1981 ES40              | 2 de març, 1981      | Siding Spring          | S. J. Bus                  |
| 79112 -           | 1981 EE42              | 2 de març, 1981      | Siding Spring          | S. J. Bus                  |
| 79113 -           | 1981 EP45              | 1 de març, 1981      | Siding Spring          | S. J. Bus                  |
| 79114 -           | 1981 EJ46              | 2 de març, 1981      | Siding Spring          | S. J. Bus                  |
| 79115 -           | 1984 JK                | 9 de maig, 1984      | Palomar                | J. Gibson                  |
| 79116 -           | 1984 ST6               | 27 de setembre, 1984 | La Silla               | H. Debehogne               |
| 79117 -           | 1988 QC1               | 16 d'agost, 1988     | Palomar                | C. S. Shoemaker            |
| 79118 -           | 1989 GY5               | 5 d'abril, 1989      | La Silla               | E. W. Elst                 |
| 79119 -           | 1989 SC10              | 26 de setembre, 1989 | La Silla               | H. Debehogne               |
| 79120 -           | 1989 TS4               | 7 d'octubre, 1989    | La Silla               | E. W. Elst                 |
| 79121 -           | 1990 EG1               | 2 de març, 1990      | La Silla               | E. W. Elst                 |
| 79122 -           | 1990 RV7               | 14 de setembre, 1990 | La Silla               | H. Debehogne               |
| 79123 -           | 1990 RT8               | 15 de setembre, 1990 | La Silla               | H. Debehogne               |
| 79124 -           | 1990 RU8               | 15 de setembre, 1990 | La Silla               | H. Debehogne               |
| 79125 -           | 1990 SZ4               | 22 de setembre, 1990 | La Silla               | E. W. Elst                 |
| 79126 -           | 1990 SO6               | 22 de setembre, 1990 | La Silla               | E. W. Elst                 |
| 79127 -           | 1990 SK8               | 22 de setembre, 1990 | La Silla               | E. W. Elst                 |
| 79128 -           | 1990 SB13              | 22 de setembre, 1990 | La Silla               | H. Debehogne               |
| 79129 Robkoldewey | 1990 TX11              | 11 d'octubre, 1990   | Tautenburg Observatory | F. Börngen, L. D. Schmadel |
| 79130 -           | 1990 UC2               | 26 d'octubre, 1990   | Geisei                 | T. Seki                    |
| 79131 -           | 1990 UN4               | 16 d'octubre, 1990   | La Silla               | E. W. Elst                 |
| 79132 -           | 1990 VR4               | 15 de novembre, 1990 | La Silla               | E. W. Elst                 |
| 79133 -           | 1990 VG5               | 15 de novembre, 1990 | La Silla               | E. W. Elst                 |
| 79134 -           | 1990 VO8               | 15 de novembre, 1990 | La Silla               | E. W. Elst                 |
| 79135 -           | 1991 JV                | 8 de maig, 1991      | Kitt Peak              | Spacewatch                 |
| 79136 -           | 1991 ND4               | 8 de juliol, 1991    | La Silla               | H. Debehogne               |
| 79137 -           | 1991 PD15              | 6 d'agost, 1991      | Palomar                | H. E. Holt                 |
| 79138 -           | 1991 RS4               | 13 de setembre, 1991 | Tautenburg Observatory | F. Börngen, L. D. Schmadel |
| 79139 -           | 1991 SP                | 30 de setembre, 1991 | Siding Spring          | R. H. McNaught             |
| 79140 -           | 1991 SX2               | 29 de setembre, 1991 | Kitt Peak              | Spacewatch                 |
| 79141 -           | 1991 TB                | 1 d'octubre, 1991    | Siding Spring          | R. H. McNaught             |
| 79142 -           | 1991 VR2               | 1 de novembre, 1991  | Palomar                | E. F. Helin                |
| 79143 -           | 1992 BQ2               | 30 de gener, 1992    | La Silla               | E. W. Elst                 |
| 79144 Cervantes   | 1992 CM3               | 2 de febrer, 1992    | La Silla               | E. W. Elst                 |
| 79145 -           | 1992 EL13              | 2 de març, 1992      | La Silla               | UESAC                      |
| 79146 -           | 1992 JP3               | 2 de maig, 1992      | La Silla               | H. Debehogne               |
| 79147 -           | 1992 RG3               | 2 de setembre, 1992  | La Silla               | E. W. Elst                 |
| 79148 -           | 1992 SN3               | 24 de setembre, 1992 | Kitt Peak              | Spacewatch                 |
| 79149 -           | 1992 UR4               | 27 d'octubre, 1992   | Geisei                 | T. Seki                    |
| 79150 -           | 1992 UR7               | 23 d'octubre, 1992   | Kitt Peak              | Spacewatch                 |
| 79151 -           | 1992 YS3               | 24 de desembre, 1992 | Kitt Peak              | Spacewatch                 |
| 79152 -           | 1993 FX3               | 17 de març, 1993     | Geisei                 | T. Seki                    |
| 79153 -           | 1993 FV4               | 17 de març, 1993     | La Silla               | UESAC                      |
| 79154 -           | 1993 FF5               | 17 de març, 1993     | La Silla               | UESAC                      |
| 79155 -           | 1993 FN8               | 17 de març, 1993     | La Silla               | UESAC                      |
| 79156 -           | 1993 FA12              | 17 de març, 1993     | La Silla               | UESAC                      |
| 79157 -           | 1993 FE16              | 17 de març, 1993     | La Silla               | UESAC                      |
| 79158 -           | 1993 FB17              | 19 de març, 1993     | La Silla               | UESAC                      |
| 79159 -           | 1993 FP17              | 17 de març, 1993     | La Silla               | UESAC                      |
| 79160 -           | 1993 FO19              | 17 de març, 1993     | La Silla               | UESAC                      |
| 79161 -           | 1993 FW19              | 17 de març, 1993     | La Silla               | UESAC                      |
| 79162 -           | 1993 FU20              | 19 de març, 1993     | La Silla               | UESAC                      |
| 79163 -           | 1993 FK24              | 21 de març, 1993     | La Silla               | UESAC                      |
| 79164 -           | 1993 FE27              | 21 de març, 1993     | La Silla               | UESAC                      |
| 79165 -           | 1993 FR27              | 21 de març, 1993     | La Silla               | UESAC                      |
| 79166 -           | 1993 FU29              | 21 de març, 1993     | La Silla               | UESAC                      |
| 79167 -           | 1993 FM32              | 21 de març, 1993     | La Silla               | UESAC                      |
| 79168 -           | 1993 FP33              | 19 de març, 1993     | La Silla               | UESAC                      |
| 79169 -           | 1993 FY33              | 19 de març, 1993     | La Silla               | UESAC                      |
| 79170 -           | 1993 FT34              | 19 de març, 1993     | La Silla               | UESAC                      |
| 79171 -           | 1993 FM37              | 19 de març, 1993     | La Silla               | UESAC                      |
| 79172 -           | 1993 FX38              | 19 de març, 1993     | La Silla               | UESAC                      |
| 79173 -           | 1993 FE41              | 19 de març, 1993     | La Silla               | UESAC                      |
| 79174 -           | 1993 FC46              | 19 de març, 1993     | La Silla               | UESAC                      |
| 79175 -           | 1993 FU47              | 19 de març, 1993     | La Silla               | UESAC                      |
| 79176 -           | 1993 FA50              | 19 de març, 1993     | La Silla               | UESAC                      |
| 79177 -           | 1993 FG50              | 19 de març, 1993     | La Silla               | UESAC                      |
| 79178 -           | 1993 FN54              | 17 de març, 1993     | La Silla               | UESAC                      |
| 79179 -           | 1993 FX56              | 17 de març, 1993     | La Silla               | UESAC                      |
| 79180 -           | 1993 FR62              | 19 de març, 1993     | La Silla               | UESAC                      |
| 79181 -           | 1993 FT75              | 21 de març, 1993     | La Silla               | UESAC                      |
| 79182 -           | 1993 FS82              | 19 de març, 1993     | La Silla               | UESAC                      |
| 79183 -           | 1993 KY                | 21 de maig, 1993     | Kitt Peak              | Spacewatch                 |
| 79184 -           | 1993 KO3               | 21 de maig, 1993     | Kitt Peak              | Spacewatch                 |
| 79185 -           | 1993 OZ3               | 20 de juliol, 1993   | La Silla               | E. W. Elst                 |
| 79186 -           | 1993 QN                | 20 d'agost, 1993     | Palomar                | E. F. Helin, J. Alu        |
| 79187 -           | 1993 QL8               | 20 d'agost, 1993     | La Silla               | E. W. Elst                 |
| 79188 -           | 1993 QF9               | 20 d'agost, 1993     | La Silla               | E. W. Elst                 |
| 79189 -           | 1993 RB8               | 15 de setembre, 1993 | La Silla               | E. W. Elst                 |
| 79190 -           | 1993 TT9               | 12 d'octubre, 1993   | Kitt Peak              | Spacewatch                 |
| 79191 -           | 1993 TU14              | 9 d'octubre, 1993    | La Silla               | E. W. Elst                 |
| 79192 -           | 1993 TG16              | 9 d'octubre, 1993    | La Silla               | E. W. Elst                 |
| 79193 -           | 1993 TW17              | 9 d'octubre, 1993    | La Silla               | E. W. Elst                 |
| 79194 -           | 1993 TZ18              | 9 d'octubre, 1993    | La Silla               | E. W. Elst                 |
| 79195 -           | 1993 TZ24              | 9 d'octubre, 1993    | La Silla               | E. W. Elst                 |
| 79196 -           | 1993 TD33              | 9 d'octubre, 1993    | La Silla               | E. W. Elst                 |
| 79197 -           | 1993 TE33              | 9 d'octubre, 1993    | La Silla               | E. W. Elst                 |
| 79198 -           | 1993 TL33              | 9 d'octubre, 1993    | La Silla               | E. W. Elst                 |
| 79199 -           | 1993 TN37              | 9 d'octubre, 1993    | La Silla               | E. W. Elst                 |
| 79200 -           | 1993 UH4               | 20 d'octubre, 1993   | La Silla               | E. W. Elst                 |